# Collegio uninominale Trentino-Alto Adige - 02 (Camera dei deputati 2017)
Il collegio elettorale uninominale Trentino-Alto Adige - 02 è stato un collegio elettorale uninominale della Repubblica Italiana per l'elezione della Camera tra il 2017 ed il 2022.

## Territorio
Come previsto dalla legge elettorale italiana del 2017, il collegio era stato definito tramite decreto legislativo all'interno della circoscrizione Trentino-Alto Adige/Südtirol.
Era formato dal territorio di 44 comuni: Andriano, Avelengo, Caines, Castelbello-Ciardes, Cermes, Curon Venosta, Gargazzone, Glorenza, Laces, Lagundo, Lana, Lasa, Lauregno, Malles Venosta, Marlengo, Martello, Meltina, Merano, Moso in Passiria, Nalles, Naturno, Parcines, Plaus, Postal, Prato allo Stelvio, Proves, Rifiano, San Genesio Atesino, San Leonardo in Passiria, San Martino in Passiria, San Pancrazio, Sarentino, Scena, Senales, Senale-San Felice, Silandro, Sluderno, Stelvio, Terlano, Tesimo, Tirolo, Tubre, Ultimo, Verano.
Il collegio era quindi interamente compreso nella provincia autonoma di Bolzano.
Il collegio era parte del collegio plurinominale Trentino-Alto Adige - 01.

## Eletti
| Elezione | Elezione | Deputato          | Partito                |
| -------- | -------- | ----------------- | ---------------------- |
|          | 2018     | Albrecht Plangger | Südtiroler Volkspartei |

## Dati elettorali

### XVIII legislatura
Come previsto dalla legge elettorale, 232 deputati erano eletti con sistema a maggioranza relativa in altrettanti collegi uninominali a turno unico.
| Candidati              | Candidati                   | Voti    | %     | Liste                    | Voti   | %     |
| ---------------------- | --------------------------- | ------- | ----- | ------------------------ | ------ | ----- |
|                        | Albrecht Plangger ✔️ Eletto | 41 643  | 61,17 | SVP-PATT                 | 41 643 | 61,17 |
|                        | Ambra Giovanazzi            | 8 744   | 12,84 | Lega                     | 4 964  | 7,29  |
| Forza Italia           | Ambra Giovanazzi            | 8 744   | 12,84 | 2 729                    | 4,01   |       |
| Fratelli d'Italia      | Ambra Giovanazzi            | 8 744   | 12,84 | 773                      | 1,14   |       |
| Noi con l'Italia - UDC | Ambra Giovanazzi            | 8 744   | 12,84 | 278                      | 0,41   |       |
|                        | Francesca Morrone           | 7 215   | 10,60 | Movimento 5 Stelle       | 7 215  | 10,60 |
|                        | Giorgio Balzarini           | 5 188   | 7,62  | Partito Democratico      | 4 081  | 5,99  |
| +Europa                | Giorgio Balzarini           | 5 188   | 7,62  | 518                      | 0,76   |       |
| Italia Europa Insieme  | Giorgio Balzarini           | 5 188   | 7,62  | 344                      | 0,51   |       |
| Civica Popolare        | Giorgio Balzarini           | 5 188   | 7,62  | 245                      | 0,36   |       |
|                        | Vanda Carbone               | 2 646   | 3,89  | Liberi e Uguali          | 2 646  | 3,89  |
|                        | Norbert Klotz               | 912     | 1,34  | Partito Valore Umano     | 912    | 1,34  |
|                        | David Augscheller           | 726     | 1,07  | Potere al Popolo!        | 726    | 1,07  |
|                        | Julie Christina Bonke       | 506     | 0,74  | CasaPound                | 506    | 0,74  |
|                        | Silvia Pardalesi            | 494     | 0,73  | Il Popolo della Famiglia | 494    | 0,73  |
| Totale                 | Totale                      | 68 074  | 100   |                          | 68 074 | 100   |
|                        |                             |         |       |                          |        |       |
| Voti non validi        | Voti non validi             | 7 736   | 10,20 |                          |        |       |
| Votanti                | Votanti                     | 75 810  | 65,39 |                          |        |       |
| Elettori               | Elettori                    | 115 942 |       |                          |        |       |